# Dubbele nationaliteit

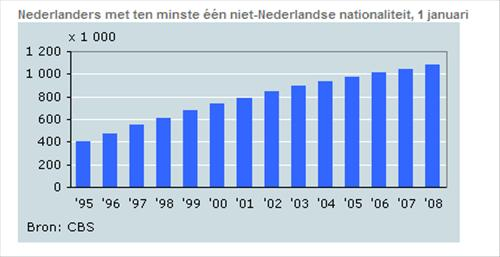
Nederlanders met een dubbele nationaliteit 1995-2008, CBS

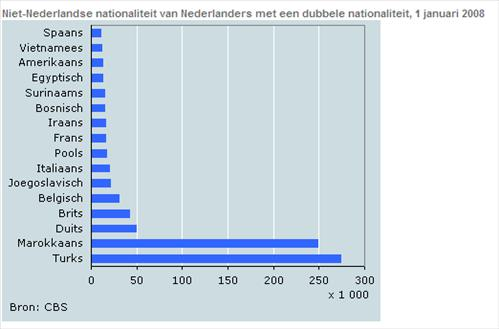
Nationaliteit naast Nederlanderschap in 2008, CBS

Iemand is bipatride of heeft een dubbele nationaliteit wanneer deze persoon de nationaliteit heeft van twee landen. Heeft iemand drie of meer nationaliteiten dan noemen we deze persoon ook wel tripatride. Het verkrijgen van meerdere nationaliteiten is mogelijk door afstamming of verkrijging op andere wijze, al dan niet op verzoek van de betrokken persoon.

## Oorzaken
Er zijn verschillende gronden op basis waarvan landen staatsburgerschap toe kunnen kennen. De belangrijkste zijn de volgende.
Ius sanguinis(Latijn: Recht van het bloed). Dit is de in veel landen gebruikelijke regel dat als een van de ouders staatsburger is van dat land, diens kinderen dat ook zijn. In sommige landen dient een kind de verkrijging van de nationaliteit van de ouders vóór een bepaalde leeftijd te bekrachtigen (bijvoorbeeld Japan). Er zijn ook een aantal landen waarbij de ouders bij verblijf in het buitenland eerst het kind laten registreren bij de autoriteiten om staatloosheid van hun kind te voorkomen (zoals Portugal).
Ius soli(Latijn: Recht van de bodem). Een aantal landen kent staatsburgerschap toe als men in dat land geboren is, ongeacht de nationaliteit van de ouders (bijvoorbeeld Canada en de Verenigde Staten). Een bijzonder geval is de republiek Ierland, dat het staatsburgerschap toekent als men op het eiland Ierland geboren is, dus inclusief Noord-Ierland.
HuwelijkLanden kunnen ook staatsburgerschap toekennen op basis van een huwelijk met een van hun ingezetenen. Soms is hiervoor eerst een verzoek nodig (bijvoorbeeld naturalisatie).
NaturalisatieTen slotte kan men op verzoek (door naturalisatie of optie) een andere nationaliteit verkrijgen, waarbij het niet altijd vereist is de oude nationaliteit op te geven.
Door combinaties van deze oorzaken kan men dus een meervoudige nationaliteit hebben. Zo kan een kind geboren in Canada uit een Britse moeder en een Japanse vader aanspraak maken op die drie nationaliteiten.

## Juridische aspecten
Het hebben van meerdere nationaliteiten (soms zelfs drie) heeft zéér uiteenlopende juridische gevolgen. De aard en omvang van deze gevolgen heeft onder meer te maken met de mate waarin de wetten van de betrokken landen al dan niet sterk verschillende definities geven aan nationaliteit, en aan de (on)mogelijkheid om zijn nationaliteit op te geven (ten voordele van een nieuwe van het land waar de betrokkene zich vestigde). Waar het wel mogelijk is om een vorige nationaliteit op te geven, kan dat voor de betrokkene duidelijke nadelen opleveren, veelal van praktische aard, zoals bij familiebezoek in het oorspronkelijke vaderland. Daarom was de regel bij verkrijging van het Nederlanderschap ook altijd dat opgeven van de oorspronkelijke nationaliteit niet nodig was "als dat in redelijkheid niet kon worden gevergd" van de betrokkene.
Zo zijn er landen die, hoewel zij wel meervoudige nationaliteiten kunnen veroorzaken, deze niet erkennen. De persoon wordt door dat land dan gezien als enkel en alleen een burger van dat land. Daarnaast kennen sommige landen niet de mogelijkheid het staatsburgerschap op te geven (bijvoorbeeld Griekenland en Marokko). Wanneer burgers van deze landen zich elders laten naturaliseren, verkrijgen ze dus − zelfs indien ze dat niet zouden willen − een dubbele nationaliteit.
Dit kan gevolgen hebben voor zaken als militaire dienstplicht, kiesplicht en de belastingen, omdat zelfs een vervulde dienstplicht, kiesplicht voor het ene land de persoon in kwestie niet vrij hoeft te stellen van het vervullen van dienstplicht respectievelijk kiesrecht voor een van diens andere nationaliteiten. En hoewel de meeste landen belasting heffen op basis van waar men woont en werkt, zijn er ook landen die belastingen heffen op basis van staatsburgerschap, onder meer de Verenigde Staten. De Amerikaanse Foreign Account Tax Compliance Act (FATCA) verplicht onder meer banken in Nederland per 1 januari 2020 gegevens van Amerikaanse rekeninghouders, ook als die bijvoorbeeld ook de Nederlandse nationaliteit hebben en in Nederland wonen, via de Nederlandse belastingdienst door te geven aan de VS. Als zo'n rekeninghouder daar niet aan meewerkt moet de bank om Amerikaanse sancties te voorkomen de rekening opheffen.

### Juridische status in het buitenland
Het bezitten van een dubbele nationaliteit betekent niet dat men bij het reizen door een derde land op basis van beide nationaliteiten rechten kan doen gelden. Volgens internationaal recht kan een vreemdeling in een bepaald land slechts gebruikmaken van de rechten die aan één nationaliteit verbonden zijn.
Voor reizen in een land waarvan iemand de nationaliteit bezit, geldt de zogenaamde Master Nationality Rule die door alle landen is geaccepteerd: als iemand zich in een van de landen bevindt waarvan hij/zij de nationaliteit bezit, dan heeft dat betreffende land jurisdictie over die persoon. Ofwel: als iemand zich in Nederland bevindt maar ook een andere nationaliteit heeft, kan men bijvoorbeeld bij problemen met de politie geen aanspraak maken op de andere nationaliteit.
Als iemand, die bijvoorbeeld zowel de Nederlandse als de Amerikaanse nationaliteit heeft, een reis maakt naar Australië, dan geldt het paspoort dat hij of zij bij aankomst aan de grensbewaking laat zien. Voor de wet is deze persoon gedurende zijn verblijf dus of Amerikaan of Nederlander. Normaal gesproken zal iemand bij een grens de nationaliteit gebruiken die hem het makkelijkst toegang geeft tot dat land: met een Turks paspoort heeft een Nederlander bijvoorbeeld geen visum nodig voor Turkije.
Wel is het in theorie mogelijk dat, als iemand met een meervoudige nationaliteit in een ver buitenland in moeilijkheden komt, hij een beroep kan doen op consulaire assistentie van meerdere landen, althans van een land naar keuze.

## Raad van Europa
Binnen de Raad van Europa is in 1963 een verdrag aangenomen over meervoudige nationaliteit. Het fenomeen werd beschouwd als problematisch en leidend tot onwenselijke complexiteit. Naderhand wilden sommige verdragspartijen zich gedeeltelijk uit het verdrag terugtrekken. Dit evoluerend inzicht had te maken met het wegwerken van de als seksistisch aangemerkte regel dat kinderen bij geboorte alleen de nationaliteit van de vader kregen. Na het bereiken van overeenstemming tussen de verdragspartijen maakte onder meer België van de mogelijkheid gebruik: met ingang van 1 mei 2008 was enkel nog het militaire deel van het verdrag (over de dienstplicht e.d.) van toepassing.
In 1997 kwam een meer omvattende conventie tot stand over nationaliteit. Dit verdrag, in voege sinds 2001, regelt ook de kwestie van meervoudige nationaliteit (artikel 14-17). België heeft het niet ondertekend, Nederland wel.

## Dubbele nationaliteit in België
Tot 2007 hield het verkrijgen van een buitenlandse nationaliteit in dat men de Belgische nationaliteit verloor, tenzij bij automatische nationaliteitsverwerving (bijvoorbeeld door huwelijk). Nadien is dit in twee fasen versoepeld en werd het mogelijk om de Belgische nationaliteit te behouden als men vrijwillig een andere nationaliteit bekwam. Hiermee wilde men een ongelijkheid wegnemen, want in omgekeerde richting (buitenlanders die Belg werden) stond het herkomstland veelal het behoud van de oorspronkelijke nationaliteit toe.
In België bestaan statistieken over meervoudige nationaliteit.
https://statbel.fgov.be/nl/themas/bevolking/structuur-van-de-bevolking/herkomst

## Dubbele nationaliteit in Nederland
Op 1 januari 2011 woonden er in Nederland 1,2 miljoen personen met zowel de Nederlandse als ten minste één andere nationaliteit. Bijna de helft van deze gevallen betreft het mensen met naast de Nederlandse ook de Turkse of Marokkaanse nationaliteit. Het aantal mensen met een dubbele nationaliteit is in tien jaar tijd bijna verdubbeld. De stijging van het aantal Nederlanders met meer dan één nationaliteit kwam tot 2003 vooral door naturalisaties. Bij hun naturalisatie krijgen mensen de Nederlandse nationaliteit maar ze kiezen er meestal voor om ook hun oorspronkelijke nationaliteit te behouden. Zowel de regel dat een Nederlander in beginsel zijn Nederlanderschap verliest bij vrijwillige verkrijging van een andere nationaliteit (een verliesbepaling) als de regel dat een vreemdeling die tot Nederlander wordt genaturaliseerd, in beginsel afstand moet doen (de afstandseis) van zijn bestaande nationaliteit(en), zijn terug te voeren op de eerste Nederlandse nationaliteitswetten uit de 19e eeuw. Anders dan wel eens wordt gedacht, is het tegengaan van de dubbele nationaliteit dus niet per se iets van de laatste tijd. 
De wettelijke afstandseis die op dit moment als hoofdregel geldt, luidt dat eenieder die door naturalisatie Nederlander wordt, zijn oude nationaliteit moet opgeven "tenzij dat in redelijkheid niet van hem kan worden gevergd". De afstandseis is relatief korte tijd (tussen 1 januari 1992 en 1 oktober 1997) beleidsmatig niet gehandhaafd geweest naar aanleiding van stemmen die vanuit de Tweede Kamer opgingen om de afstandseis uit de wet te schrappen. Zover is het echter nooit gekomen, aangezien het wetsvoorstel dat dat beoogde te bereiken, uiteindelijk toch op te veel verzet stuitte in het parlement. Wel zijn er door de jaren heen diverse uitzonderingen opgenomen. 
Als men binnen drie maanden na de naturalisatie geen verzoek indient tot afstand van zijn oorspronkelijke nationaliteit bij de IND en bij de autoriteiten van het land van herkomst, dan kan zijn Nederlandse nationaliteit weer worden ingetrokken. Er zijn zoals gezegd heel veel uitzonderingen op de hoofdregel, waardoor bijna 80 procent van de genaturaliseerden na 1 oktober 1997 toch de oorspronkelijke nationaliteit kon behouden naast de Nederlandse. Sinds 2003 neemt het aantal Nederlanders met een dubbele nationaliteit vooral toe door geboorte. In 2007 waren er 21.000 kinderen die bij de geboorte automatisch een dubbele nationaliteit kregen, omdat een van de ouders naast de Nederlandse ook een niet-Nederlandse nationaliteit had. Na naturalisatie verliest een genaturaliseerde persoon soms automatisch zijn oorspronkelijke nationaliteit. Dit geldt bijvoorbeeld voor mensen uit China (behalve Hongkong en Macau), Suriname en veel landen in Afrika. Vaak is dat echter niet het geval en moet de genaturaliseerde persoon officieel afstand doen van de oorspronkelijke nationaliteit. Het is echter niet altijd mogelijk om na naturalisatie afstand te doen van de oorspronkelijke nationaliteit, omdat niet alle landen dat toestaan. De IND meldt dat er – voor zover bekend – ongeveer twintig landen zijn die niet toestaan afstand te doen van de nationaliteit van dat land, waaronder Griekenland, Marokko, Mexico en Iran.
Op 30 augustus 2013 kwam staatssecretaris Fred Teeven van Veiligheid en Justitie met een wetsvoorstel dat het mogelijk moet maken dat deelname aan een terroristische organisatie automatisch leidt tot verlies van het Nederlanderschap. Daar de voorgestelde maatregelen niet mogen leiden tot staatloosheid, zullen ze in de praktijk uitsluitend van toepassing zijn op Nederlanders met een dubbele nationaliteit.

### Einde van registratie van dubbele nationaliteit van Nederlanders
Bij de invoering van de Basisregistratie Personen (BRP) per 6 januari 2014 is de registratie van meerdere nationaliteiten afgeschaft voor Nederlanders. Van de personen waarbij al een registratie hiervan was opgenomen was in de Gemeentelijke basisadministratie persoonsgegevens (GBA) is de registratie van dubbele nationaliteiten bij Nederlanders beëindigd op 31 januari 2015.

## Dubbele nationaliteit in Marokko
Als emigratieland is Marokko gul met het toekennen van de nationaliteit aan afstammelingen van uitgeweken onderdanen. Deze gaat niet verloren als de betrokkene een andere nationaliteit verwerft, maar de Code de la Nationalité Marocaine laat in dat geval toe om afstand te doen en legt het zelfs op als een Marokkaan in een derde land een publieke functie opneemt. In de praktijk blijven deze bepalingen eerder dode letter. Afstand doen wordt ontmoedigd door de wetgeving, die onder meer uitsluit dat niet-Marokkanen onroerend goed zouden erven van Marokkanen.
Ondanks het bezit van de dubbele nationaliteit kan het afleveren van paspoorten en visa problemen opleveren doordat bijkomende voorwaarden worden gesteld, zoals het voldoen aan de Marokkaanse namenlijst.